# Людингаузен-Вольфы
Людингаузен-Вольфы (ед. ч. Людингаузен-Вольф; нем. Lüdinghausen gennant Wolff) — русско-немецкий и собственно немецкий баронский род.

## Происхождение и история рода
Род происходит из Мюнстерского княжества-епископства. Георг фон Людингаузен-Вольф переселился в Прибалтийский край в середине XVI в. Христофор Людингаузен-Вольф (1751—1807) был курляндским канцлером, а потом перешел на русскую службу.
Вторая ветвь рода осталась проживать в Вестфалии, где расположен Мюнстер.
В Российской империи род Людингаузен-Вольф был внесён в матрикул курляндского дворянства и в V часть родословной книги Воронежской губернии.

## Известные представители
Барон Иван Павлович (Петер Иоганн Пауль Вильгельм) Людингаузен-Вольф (27.05.1783 — 30.03.1828) — русский генерал-майор (1815), выходец из вестфальской ветви рода. С началом французских революционных войн выехал в российскую Прибалтику, где имел дальних родственников. В рядах русской армии участвовал в Наполеоновских войнах (кавалер  ордена Святого Георгия 4 степени за Бородинское сражение). Во время Русско-турецкой войны 1828—29 годов был  начальником 18-й (в нумерации 1914 года — 11-й) пехотной дивизии. Находясь в этой должности, был смертельно ранен в ходе осады Браилова
Барон Николай Евгеньевич фон Людингаузен-Вольф (1877—1929) — полковник, участник Первой мировой и Гражданской войны, эмигрант.

## Описание герба
В серебряном поле, на трёх красных поясах, голубой коронованный лев.
Щит увенчан коронованным дворянским шлемом. Нашлемник — голубой коронованный лев, между серебряных, обремененных тремя красными поясами, крыльев. Намёт красный с серебром.